# Bothriurus picunche
Espèce
Bothriurus picunche est une espèce de scorpions de la famille des Bothriuridae.

## Distribution
Cette espèce est endémique du Chili. Elle se rencontre dans les régions d'O'Higgins, de Santiago et du Maule.

## Description
Le mâle holotype mesure 38,18 mm et la femelle paratype 38,05 mm.

## Publication originale
- Mattoni, 2002 : Bothriurus picunche sp. nov., a New Scorpion from Chile (Bothriuridae). Studies on Neotropical Fauna and Environment, vol. 37, no 2, p. 169-174 (texte intégral).